# Megan Ferguson
Pour les articles homonymes, voir Ferguson.
Megan Louise Ferguson, née en 1983, est une actrice américaine.

## Filmographie

### Cinéma
- 2007 : American Fork : Young and Plain
- 2010 : Love, et autres drogues : Farrah
- 2016 : The Fundamentals of Caring : Peaches
- 2016 : Bad Moms : Tessa
- 2017 : Handsome : Une comédie policière Netflix : Amanda
- 2017 : Bienvenue à Suburbicon : June
- 2017 : The Disaster Artist : Jessie
- 2020 : The Broken Hearts Gallery : Randy

### Télévision

#### Séries télévisées
- 2010 : Boardwalk Empire : Claudia
- 2010 : Los Angeles, police judiciaire : Toni Parre
- 2011 : Happily Divorced : Monica
- 2012–2015 : Hart of Dixie :  Daisy Conover (6 épisodes)[1]
- 2013 : Mad Men : Mme Swenson (2 épisodes)
- 2013 : Almost Human : Maya Vaughn
- 2014 : The League : Tiffany la folle
- 2015 : The Comedians : Esme (13 épisodes)
- 2015 : The Walker
- 2016 : The Skinny : Bree (3 épisodes)
- 2017 : Love : Natasha
- 2017–2018 : Grace et Frankie : Nadia (3 épisodes)
- 2017–2019 : Easy : Samantha (2 épisodes)
- 2018 : 9-1-1 : Melora
- 2018 : Casual : Rita
- 2018 : The Cool Kids : Jennifer
- 2018–2020: Dream Corp LLC : Bea (15 épisodes)[2]
- 2019 : Los Angeles : Bad Girls : Michelle Walker
- 2019 : Soundtrack : Gigi Dumont (10 épisodes)
- 2020 : Upload : Mildred
- 2020 : Larry et son nombril : Alice (4 épisodes)
- 2021 : Gossip Girl : Wendy (6 épisodes)[3]

#### Téléfilms
- 2011 : Hound Dogs : Maybird
- 2012 : The Frontier : Peyton
- 2013 : Dumb Girls : Cassie
- 2015 : Good at Life : Becca
- 2016 : Sebastian Says : Chloe